# Gerzen
Gerzen település Németországban, azon belül Bajorországban. Lakosainak száma 1962 fő (2023. december 31.). Gerzen Aham, Schalkham, Vilsbiburg és Kröning községekkel határos.

## Népesség
A település népessége az elmúlt években az alábbi módon változott:
| Lakosok száma | 577  | 1053 | 1034 | 1727 | 1725 | 1773 | 1847 | 1847 | 1931 | 1962 |
|               | 1875 | 1950 | 1975 | 1987 | 2012 | 2014 | 2016 | 2017 | 2021 | 2023 |